# Verlosserkerk (Bad Homburg)
De Verlosserkerk (Duits: Erlöserkirche) is de protestantse hoofdkerk van de stad Bad Homburg vor der Höhe. Het exterieur van de kerk is een fraai voorbeeld van neoromaanse kerkbouw in Duitsland. Daarentegen is het rijke interieur van de kerk met gouden mozaïeken en marmeren muurdecoraties Byzantijns van stijl. Vanwege het Byzantijnse interieur heeft de kerk als bijnaam de Hagia Sophia van Bad Homburg. De kerk is dagelijks (behalve op maandag) te bezichtigen.

## Geschiedenis
Al sinds het begin van de 19e eeuw ijverde de protestantse geloofsgemeenschap van Bad Homburg voor de bouw van een waardig godshuis. In 1864 verplichtte landgraaf Ferdinand van Hessen-Homburg zichzelf gedurende een periode van 15 jaar jaarlijks 2.000 gulden te doneren ten behoeve van de nieuwbouw van een kerk, omdat een van zijn voorvaderen, landgraaf Frederik II van Hessen-Homburg, bij een uitbreiding van Bad Homburg in 1684 de oude stadskerk zonder toestemming liet slopen. Ook de burgerij en de in 1865 in het leven geroepen Elisabethenverein hadden voor dit doel al aanzienlijke bedragen ingezameld.
In de 19e eeuw ontwikkelde zich in Bad Homburg een spacultuur en werd de stad een kuuroord van internationale allure. Deze ontwikkeling trok veel toeristen die veelal van hoge komaf waren. Aan het einde van de 19e eeuw vestigde keizer Wilhelm II er zijn zomerresidentie. Door het beschikbaar stellen van financiële middelen nam het keizerlijk paar persoonlijk deel aan het mogelijk maken van de nieuwbouw. Daarnaast wierp keizerin Augusta Victoria zich op als beschermvrouwe van het te bouwen godshuis. Deze omstandigheden droegen eraan bij dat er in de jaren 1903-1908 een wel zeer fraai protestants kerkgebouw kon worden gebouwd.
De uit Berlijn afkomstige architect Max Spitta kreeg in 1901 de opdracht om het kerkgebouw te bouwen. Maar kort na de presentatie van zijn ontwerp stierf Spitta en nam de eveneens uit Berlijn afkomstige architect Franz Schwechten de leiding van de bouw over. Schwechten had reeds zijn reputatie gevestigd met de bouw van de Kaiser-Wilhelm-Gedächtniskirche.
De Verlosserkerk werd op 17 mei 1908 in het bijzijn van het keizerlijk paar plechtig ingewijd. Als de keizer in Bad Hombug vertoefde, woonde hij de diensten in de kerk bij in de zogenaamde keizersloge, via een aparte toegang te bereiken.

## Afbeeldingen

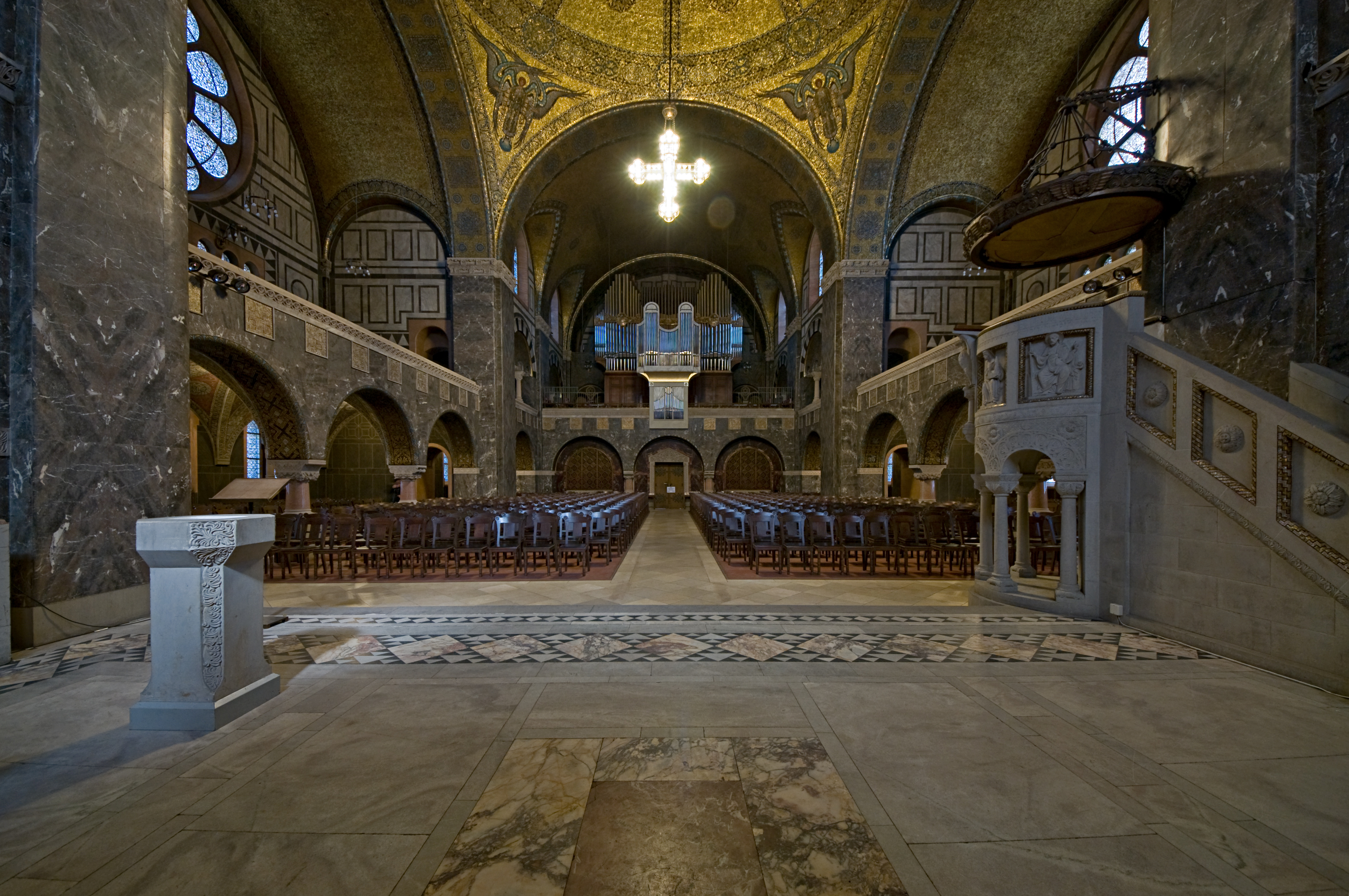
Interieur vanuit het altaar
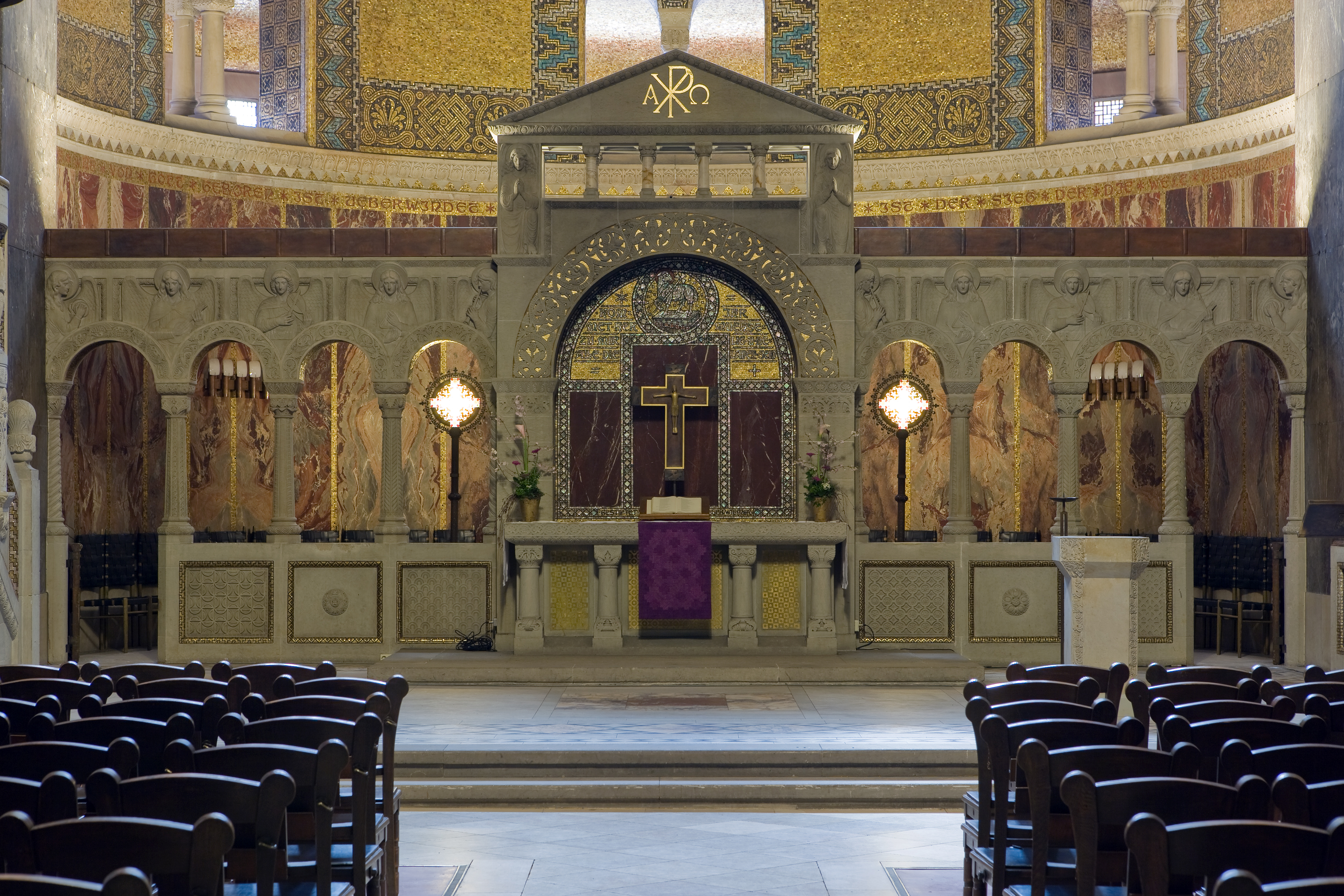
Doksaal
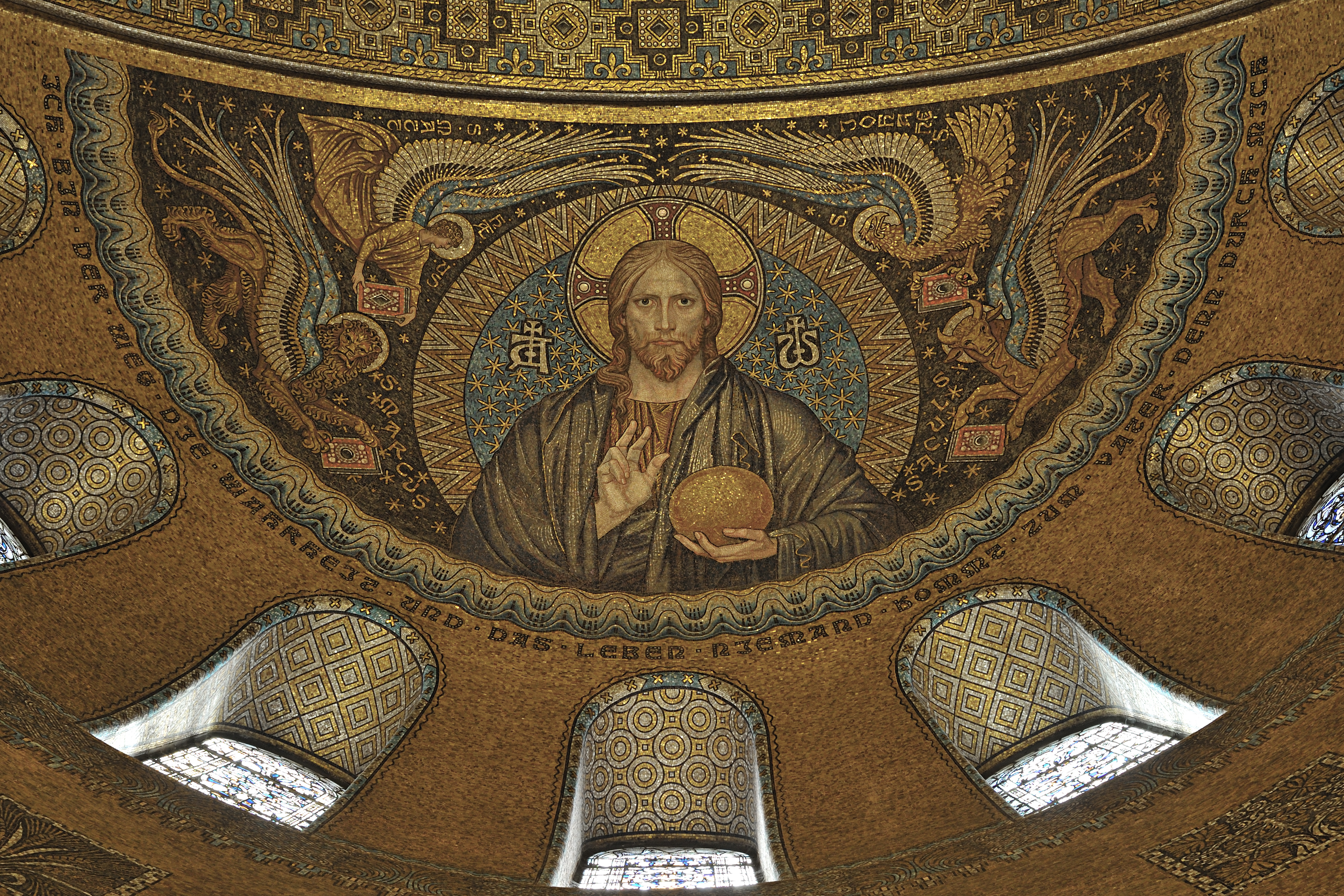
Mozaïek Christus
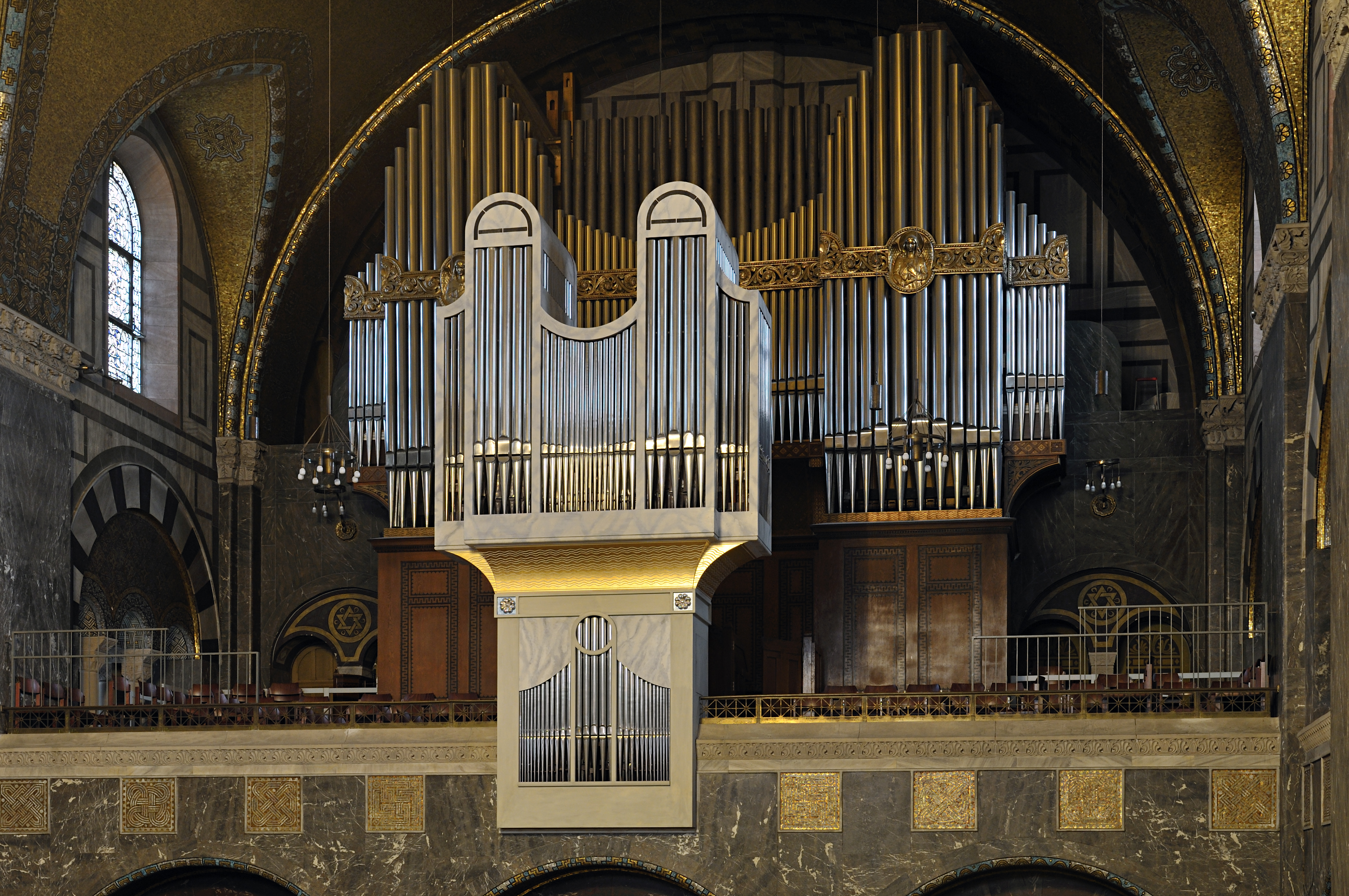
Orgel
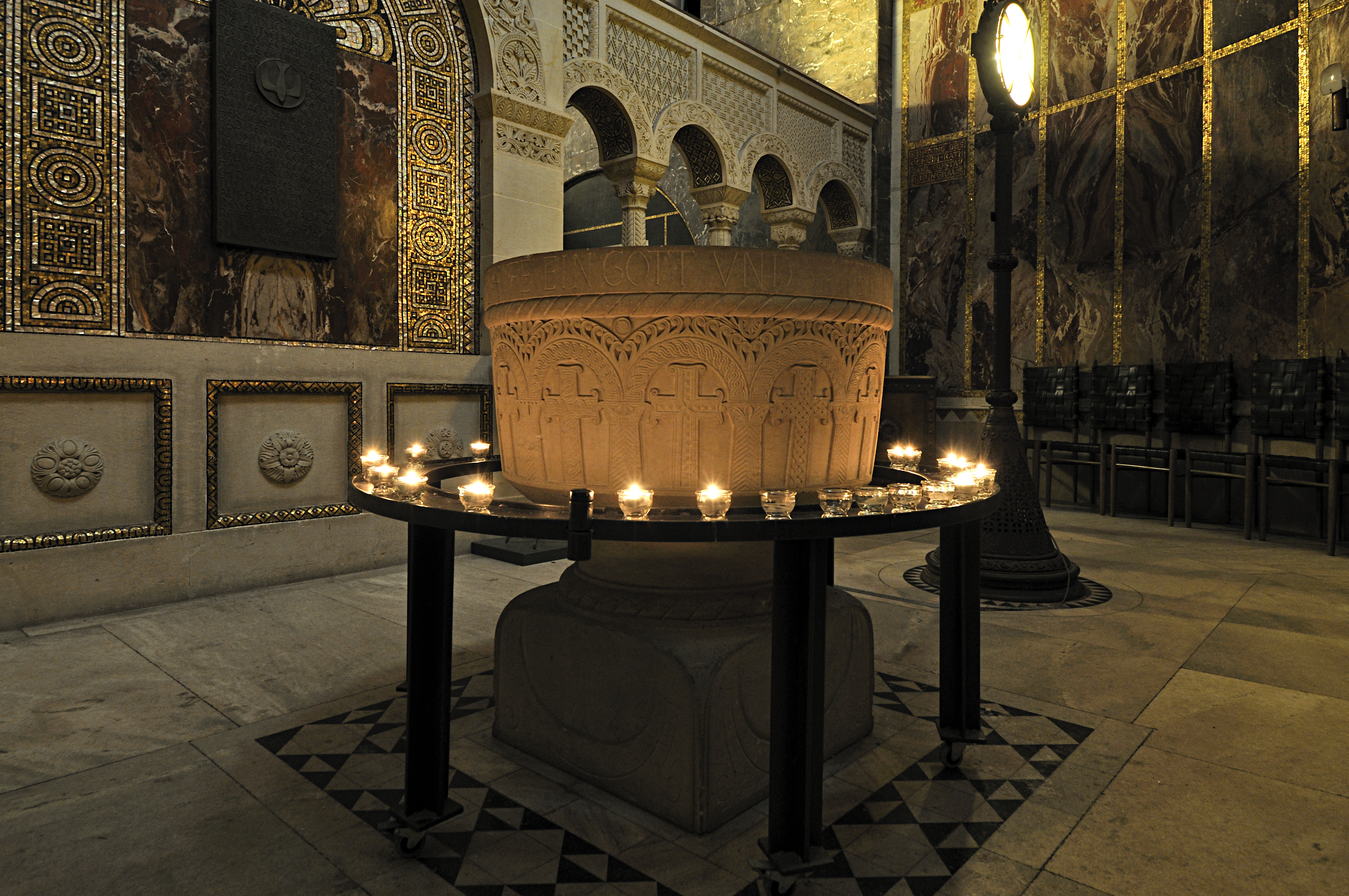
Doopvont in de apsis
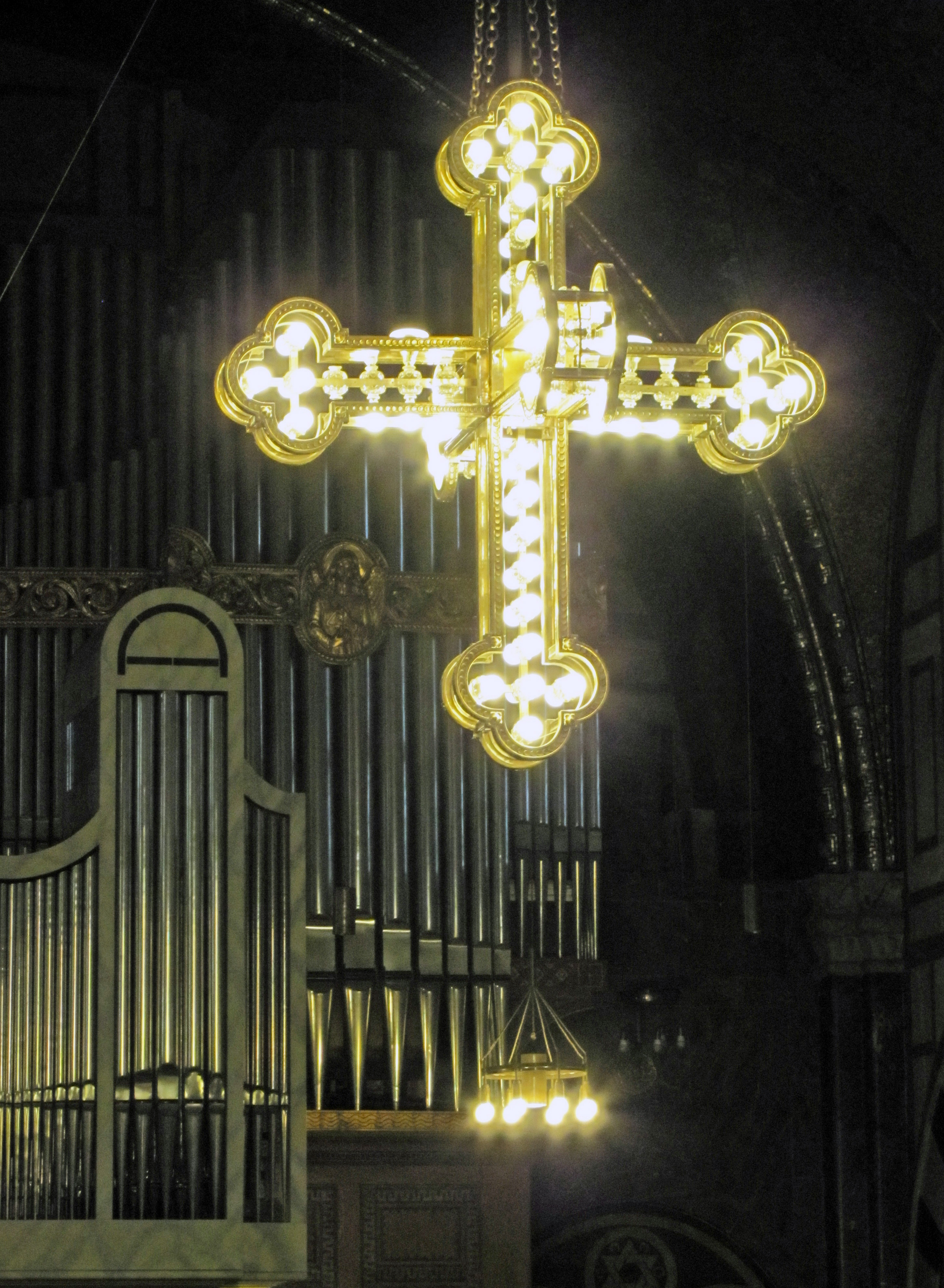
Het lichtkruis
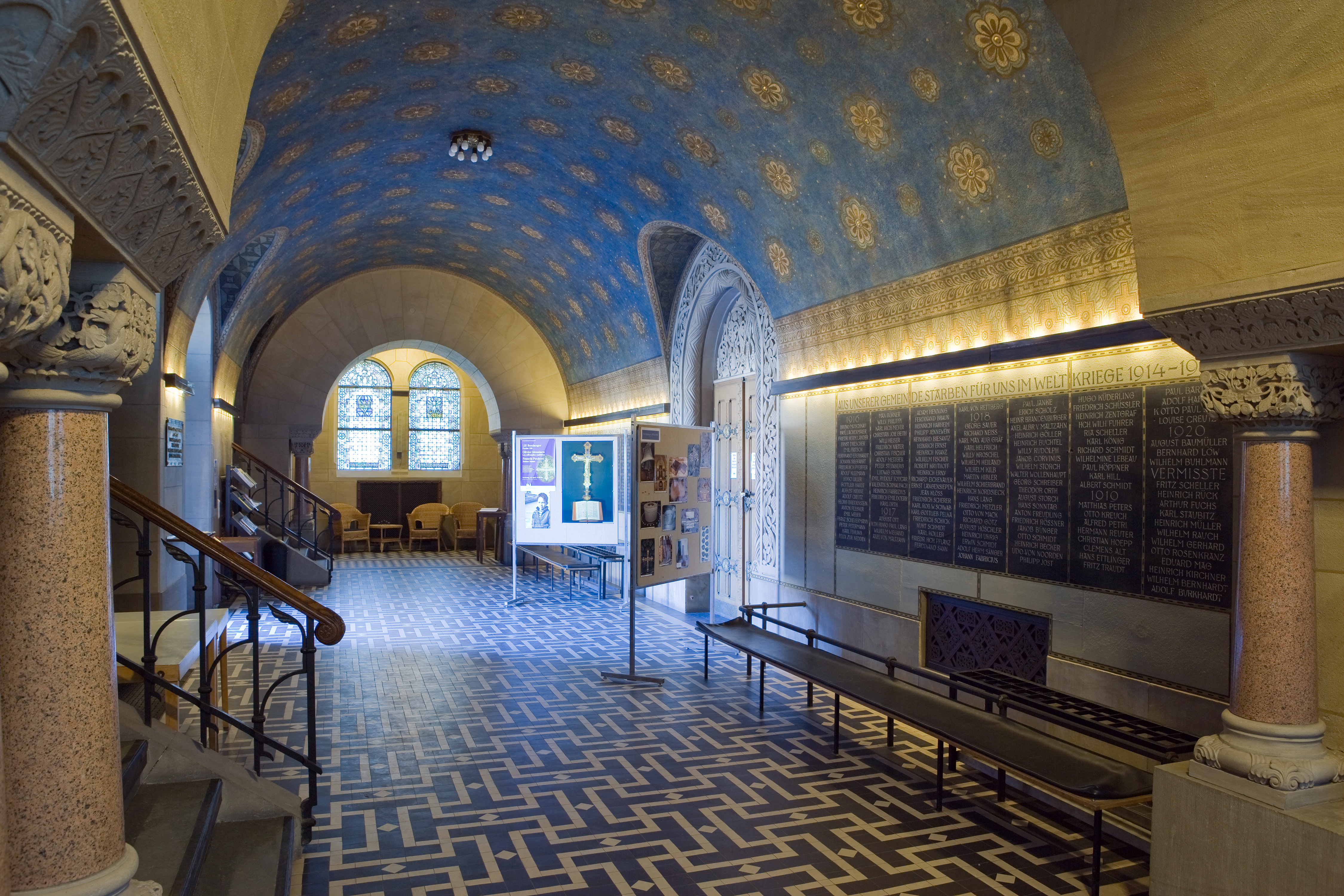
Voorhal